# Шверин, Константин Константинович
Константин Константинович Шверин (24 июля 1849 — 28 апреля 1906) — генерал-майор, герой русско-японской войны.

## Биография
Родился 24 июля 1849 года в Севастополе в семье командующего ротой севастопольского артиллерийского гарнизона Константина Ивановича Шверина (ум. 1877, Севастополь) и дочери полковника артиллерии Глафиры Ивановны Пивоваровой (ум. 1892, Севастополь). Образование получил в Петровской Полтавской военной гимназии (1866) и Михайловском артиллерийском училище, после окончания которого в 1869 году выпущен подпоручиком в 13-ю артиллерийскую бригаду. 5 декабря 1870 года произведён в поручики, 29 декабря 1873 года получил чин штабс-капитана и 26 декабря 1877 года — капитана.
С 12 апреля 1877 года по 19 февраля 1878 года находился в составе войск, охранявших Черноморское побережье в Крыму. В 1886 году окончил курс наук в Офицерской артиллерийской школе. 8 января 1890 года произведён в подполковники и назначен командиром 1-й батареи 31-й артиллерийской бригады, с 21 февраля 1894 года командовал 5-й батареей 13-й артиллерийской бригады, а с 12 марта 1895 года в той же бригаде командовал 1-й батареей.
6 апреля 1898 года произведён в полковники с назначением командиром Забайкальского артиллерийского дивизиона. С 10 июля 1900 года по 2 октября 1901 года участвовал в делах против китайцев в Северной Маньчжурии и был награждён золотым оружием с надписью «За храбрость» и мечами к ордену св. Владимира 3-й степени.
6 июля 1901 года назначен командиром Восточно-Сибирского артиллерийского дивизиона, во главе который принял участие в русско-японской войне. 16 апреля 1904 года назначен исполняющим дела начальника артиллерии Восточного отряда, после переименования которого в 3-й Сибирской армейский корпус, назначен исполняющим дела начальника артиллерии этого корпуса.
Отличился в боях 4 июля на Уфангуанском перевале, 18 июля — на Янзелинском перевале, 12—13 августа на Ляньдянсанской позиции. 26 ноября 1904 года за отличие против японцев был произведён в генерал-майоры и назначен командиром 3-й Восточно-Сибирской стрелковой артиллерийской бригады. 13 февраля 1905 года Шверин был награждён орденом св. Георгия 4-й степени
За то, что в бою 17 августа 1904 года на высотах южнее города Ляояна, управляя огнём артиллерии левой половины позиции, привёл к молчанию значительно превосходящую артиллерию японцев, чем способствовал отбитию неоднократных атак противника.
С 26 сентября по 5 октября был в сражении под Бенсиху.
По окончании войны Шверин продолжал командовать 3-й Восточно-Сибирской стрелковой артиллерийской бригадой. 25 августа 1905 года был назначен и. д. начальника артиллерии 3-го Сибирского армейского корпуса, однако в начале 1906 года тяжело заболел и скончался 28 апреля 1906 года.
Среди прочих наград Шверин имел ордена:
- Орден Святого Станислава 3-й степени (1876 год)
- Орден Святой Анны 3-й степени (1880 год)
- Орден Святого Станислава 2-й степени (1886 год)
- Орден Святой Анны 2-й степени (1887 год)
- Орден Святого Владимира 4-й степени (1895 год)
- Орден Святого Владимира 3-й степени (1899 год, мечи к этому ордену пожалованы в 1903 году)
- Золотое оружие с надписью «За храбрость» (6 августа 1902 года)
- Орден Святого Георгия 4-й степени (13 февраля 1905 года)

## Семья
Жена с 1877 года — Екатерина Андреевна Шверина, дочь севастопольского градоначальника, вице-адмирала Андрея Никонова.